# Liste des personnages de Ranma ½
Cet article présente la liste des personnages du manga et de l'anime Ranma ½.
Note : Les années entre parenthèses correspondent aux séries diffusées l'année en question : "1989" correspond à la série originale, tandis que "2024" fait référence au remake diffusé sur Netflix. En l'absence d'indication contraire, les seiyu japonais sont présents sur les deux séries.

## Principaux protagonistes

### Ranma Saotome (Ranma Vincent)
- Voix masculine doublée par : Kappei Yamaguchi (japonais)[1], Luq Hamet (1989) ; Martin Faliu (2024) (français).
- Voix féminine doublée par : Megumi Hayashibara (japonais), Barbara Tissier (1989) ; Clara Soares (2024) (français).

Héros éponyme de l'histoire, âgé de 16 ans au début de la série, Saotome Ranma (早乙女 乱馬, Ranma Vincent dans la VF) pratique les arts martiaux avec son père pour maître. C'est quelqu'un d'extérieurement assez léger, inconséquent et de terriblement insolent (au point d'être parfois mal élevé) Mais au fond de lui, il cache une vraie sensibilité et est capable de faire preuve de gentillesse et de douceur s'il ne se cachait pas autant derrière un masque de « dur ». Depuis qu'il est tombé dans une des 109 sources maudites, il se transforme en fille au contact de l'eau froide, une situation embarrassante qui ne semble pourtant pas lui déplaire autant qu'il le dit. En effet, lui et son père auraient pu facilement guérir de leur mal en plongeant dans la Nannichuan (source de l'homme) quand ils étaient en entraînement à Jusenkyô, mais ils ne le firent pas et continuèrent même à s'entraîner sous leur « seconde apparence ». Il ne peut y avoir que « 2 explications » possibles à une telle étourderie, soit Ranma et son père sont crédules, soit ils ne se sont rendu compte de l'existence de « la source de l'homme noyé » que plus tard dans leur péripétie. Ce qui expliquerait pourquoi Ranma, au début de l'histoire, dit qu'il veut retourner en Chine pour trouver une solution à son « problème ».
On peut s'étonner de l'intérêt tardif de Ranma de retrouver sa « véritable apparence » à son retour au Japon. Il semble lassé de cette malédiction qui ne lui a apporté que des problèmes quand il était en Chine (à commencer par Bambou (Shampoo) qui le traque pour le tuer). Mais il semble s'être bien habitué à son nouveau corps, il est parfaitement à l'aise dedans. Ranma fait preuve d'un véritable narcissisme vis-à-vis de son corps féminin (mais vis-à-vis de son apparence masculine aussi, plus tard dans la série) et n'a aucune honte à mettre ses charmes en avant, ou à se comparer à Adeline (Akane) en se moquant de son « peu de féminité ». Cependant, quoi qu'il puisse en dire, Ranma serait pourtant prêt à l'abandonner du jour au lendemain pour redevenir un garçon comme les autres.
Du fait de l'entraînement intensif que son père lui a fait subir depuis qu'il est tout petit, Ranma a développé un grand talent dans les arts martiaux, qui constituent sa passion. L'entraînement a sans nul doute été sa principale raison de vivre pendant la première partie de sa vie. Ranma a le goût du défi et du combat. Il n'aime pas perdre et est prêt à tout pour gagner, au point de devenir parfois franchement « lourd », surtout s'il se fait battre la première fois et qu'il veut sa revanche. Le meilleur exemple en est donné dans le tome 20 quand Roland (Ryoga) le bat de nombreuses fois avec sa nouvelle technique Shi Shi Hôkôdan, mais que Ranma, trop fier et trop orgueilleux pour admettre sa défaite, le défi jusqu'à ce qu'il remporte la victoire. Par ailleurs, il est aussi difficile de le suivre dans son obsession de vouloir toujours gagner, qui ne peut que refléter un secret complexe d'infériorité, qui se transforme la plupart du temps en complexe de supériorité. Le désir de vouloir à tout prix plaire à Adeline (Akane) en lui prouvant qu'il est le plus fort compte sans doute pour beaucoup. Ranma éprouve le besoin de compenser son problème de « virilité » en devenant un guerrier imbattable.
Ranma est effectivement quasiment imbattable grâce au entraînement que lui a fait subir son père Genma Saotome. Un entraînement parfois cruel et sans pitié. Ainsi, par exemple, lorsqu'il était encore enfant, Genma enferma son fils dans une pièce remplie de chats affamés, et Ranma, qui était couvert de colliers de saucisses, a fini par développer une véritable phobie des chats. Pour se protéger de cette phobie incontrôlée, Ranma a fini par développer une drôle de technique, causée par sa peur extrême, qui lui permet de se comporter comme un chat et de reproduire les rapides mouvements d'un félin. Quand il est dans cet état, il devient incontrôlable et il n'y a qu'Adeline (Akane) qui arrive à le calmer. C'est d'ailleurs avec cette technique qu'il parviendra à venir à bout de Cologne, la grand-mère de Bambou (Shampoo). Cependant, cet état second de quand son esprit devient chat, il fait des choses qu'il ne ferait pas dans son état normal comme par exemple embrasser Akane, on peut en déduire que cet états second peut exprimer tout haut des faits que dans son état normal il ne ferait pas par timidité ou honneur mais qu'il aimerais faire ou essayer de faire.
Ranma maitrisera plus tard la technique dite « des marrons brûlés dans le feu » ou « marrons chauds », que lui enseigne Cologne. Cette technique est en réalité une vague très rapide de coups de poing fulgurants, Cologne s'en sert à la base pour se faire cuire des marrons au feu de bois, ensuite elle les retire à la main rapidement sans se brûler. Cette technique des Amazones est le Tenshi Amaguriken, qui permettra à Ranma d'augmenter considérablement sa vitesse. Par la suite, il maîtrisera une autre technique du village des Amazone, le Hiryû Shôtenha, puis d'autres techniques qui lui permettront de projeter des boules d'énergie, comme le Môto Katabisha (variante du shi shi hô kodan de Roland (Ryoga). Ces techniques sont d'ailleurs très peu présentes dans l’animé.
Il se retrouve fiancé avec Adeline (Akane) à la suite de la promesse que se sont faite leurs pères. Cette situation déplaît fortement aux intéressés, qui n'ont pas du tout été consultés dans cette affaire. Ranma aime prétendre qu'il n'est pas intéressé par une fiancée et qu'il n'a en tête que ses performances dans les arts martiaux et la recherche d'un remède contre sa malédiction. Néanmoins, il se mettra vite à éprouver des sentiments pour sa future épouse, même s'il se refuse à tout prix de l'avouer.
Ranma est présenté dans la série comme un pratiquant d'art martiaux de très grand talent, au fort potentiel, capable d'assimiler pratiquement n'importe quelle technique en un temps record. Son école (l'école Saotome du combat toute catégorie) favorise la rapidité et le combat aérien (sauts). Lorsqu'il rencontrera sa mère, il fera passer sa version fille « Ranko », pour la cousine d'Adeline.

### Akane Tendô (Adeline Galland)
- Doublée par : Noriko Hidaka (japonais)[1], Magali Barney (1989) ; Emmylou Homs (2024) (français).

Âgée de 16 ans au début de la série, Tendō Akane (天道 あかね, Adeline Galland dans la VF) est l'héroïne de la série et la fiancée attitrée de Ranma. Elle pratique l'école d'arts martiaux familiale depuis toute petite, bien qu'on ne sache pas exactement à quel âge elle a commencé. À l'origine entraînée par son père, elle pratique essentiellement seule dans son coin, régulièrement et assez intensément, mais sans commune mesure avec les autres protagonistes de la série : une source récurrente de dispute est qu'elle pense ne pas être prise au sérieux.
Elle vit au dôjô Tendô, situé dans la banlieue de Tokyo, dans le quartier de Nérima, avec son père et ses deux sœurs. Sa mère, dont le nom n'est pas révélé, est morte quand elle était petite (l'auteure Rumiko Takahashi n'a pas osé développer davantage le personnage afin de ne pas alourdir l'ambiance plutôt joviale de la série). La maman d'Akane semble vraiment être le sujet tabou de la famille Tendô, dont ils évitent de parler autant que possible, tant ce sujet semble toujours leur faire de la peine. Akane pleure encore quand il lui arrive de rêver de sa maman (tome 22).
Sa famille a un certain statut. Possédant un dôjô et sans doute de nombreuses arcanes, elle est ce qu'on peut appeler « un bon parti » pour des pratiquants d'art martiaux vagabonds et sans le sou comme le sont les Saotome. On comprend sans peine l'intérêt de Genma d'unir son fils à une des filles de la famille, même si cela doit entraîner l'adoption de Ranma par les Tendô (et donc, l'adoption par celui-ci de leur nom). C'est une pratique qui se fait parfois au Japon, dans ce cas c'est l'époux qui vient vivre chez l'épouse et non l'inverse, il est adopté par son beau-père comme son « fils » et prend son nom. Il est bien évident qu'on comprend tout autant l'intérêt que Soun (Aristide) a vis-à-vis de Ranma. S'il avait cherché simplement un héritier pour reprendre le dôjô, Akane (Adeline) aurait très bien fait l'affaire. Ce qu'il veut, c'est un « héritier », dans le sens, « quelqu'un qui perpétuera son nom ». Bien que la question ne soit volontairement jamais directement abordée dans la série, la situation de Ranma est claire pour quiconque connaît les mœurs japonaises. Du reste, elle est parfaitement acceptée. Bien qu'on en sache finalement peu sur les Tendô, il est donc tout à fait crédible d'imaginer qu'il s'agit d'une famille ancienne qui bénéficie d'un certain prestige dans le monde des arts martiaux, car elle a pu conserver son dôjô et adopter un héritier mâle. Ils ont une maison plus grande que la moyenne et un beau jardin, mais ils ne semblent pas particulièrement riches.
Akane (Adeline), la benjamine de la famille, a beaucoup de charme et jouit d'un grand succès auprès des garçons. succès dont elle se serait facilement passée. Jusqu'à l'arrivée de Ranma, elle doit se battre à l'entrée du lycée contre ses nombreux soupirants, lesquels se jettent littéralement sur elle en une masse violente et compacte. Son prétendant principal, Julian Storme (Kunô), a décrété que quiconque voudrait sortir avec elle devrait d'abord la battre en duel. Sans doute espérait-il être ainsi le mieux placé pour sortir avec mais il n'arrivera pourtant jamais à la battre. Akane (Adeline) finira par être véritablement dégoûtée des garçons au point de les détester. C'est pour cette raison que ses sœurs lui « laisseront » Ranma, qui est à moitié fille. Cependant, on découvre très vite que la jeune fille est secrètement amoureuse de son docteur, le docteur Tôfû, qui malheureusement pour elle, n'a d'yeux que pour sa grande sœur Annabelle (Kasumi). Le docteur Tôfû représente très certainement l'idéal masculin d'Adeline (Akane) : un homme doux, gentil, compréhensif, qui prend soin d'elle et qui soigne ses blessures et joli garçon. Elle finira par se faire une raison et renoncer à lui, puis tournera petit à petit son intérêt vers Ranma, même si ce dernier est encore très loin de ressembler au docteur Tôfû.
Tout comme Ranma, le personnage d'Akane (Adeline) est bâti sur des contradictions. Mais là où Ranma est focalisé de tout son être sur les arts martiaux, Akane (Adeline) est plus proche d'une adolescente « normale ». Elle est bonne élève et sort souvent avec ses amis, ce qui explique le peu de temps (relatif) qu'elle passe à l'entraînement. Son niveau aux arts martiaux, quoique moindre que celui des autres protagonistes principaux, est cependant remarquable : la plupart des combats sont vus à travers son regard, et rien n'échappe à son œil exercé. Cependant, son manque de guidance formel, le peu de considération qui lui est accordé et son désir latent d'être plus féminine freinent sa progression plus que tout manque de talent inné. Le plus bel exemple est trouvé quand, dans le tome 32, une tenue de combat légendaire choisit Akane (Adeline) comme « élue » et révèle sa force véritable. La jeune budôka choisira pourtant de ne pas la garder quand elle perdra un duel avec Ranma qui réussira à frapper d'une grande force le joyaux de la ceinture de la tenue légendaire, ce qui sépara Akane (Adeline) de la tenue. Contrairement à Ranma qui est prêt à (presque) tout pour gagner, elle préfère perdre avec honneur plutôt que de gagner avec déshonneur.
Akane (Adeline) est une fille au cœur d'or, sensible et romantique, mais elle possède aussi un caractère bien trempé et a tendance - comme nombre d'héroïne de Rumiko Takahashi - à tirer trop rapidement des conclusions quand elle voit Ranma dans une situation embarrassante. Le dessin animé exacerbe ce trait en la faisant cogner Ranma à la moindre occasion (le manga papier la fait distribuer des baffes à tous les importuns - mais il est vrai que Ranma ne se gêne pas pour l'agacer).
Ses sentiments pour Ranma s'intensifient avec le temps, et elle semble plus disposée que lui à faire évoluer leur relation, mais l'attitude de ce dernier la braque complètement à chaque fois et elle préfère autant que possible jouer les indifférentes en attendant que son fiancé devienne adulte (plus mature). Elle attend de sa part qu'il fasse le premier pas ou au moins, qu'il lui envoie un signe. Des deux, elle est certainement celle qui serait le mieux disposée à aller voir ailleurs. Akane (Adeline) semble par exemple beaucoup apprécier de flirter avec Shinnosuke dans le tome 26, ce qui montre qu'elle ne déteste pas être draguée par un garçon gentil, charmant, et qui a une attitude normale avec elle. Mais elle est toujours extrêmement touchée quand Ranma lui donne des preuves de son amour, en fait elle n'attend que ça. Si Ranma affirme dès le tome 3 haut et fort qu'Akane (Adeline) est sa fiancée, il faut attendre le tome 26 pour qu'Adeline (Akane) en fasse de même. À partir de l'épisode de Shinnosuke, Adeline (Akane) accepte pleinement ses fiançailles, au départ forcée, avec Ranma.
Les talents culinaires d'Akane (Adeline) sont exécrables, et sont l'objet de nombreux gags dans la série. Elle le sait, et tente désespérément à corriger ce défaut, en essayant, encore et encore. Tout en prenant Ranma comme cobaye, lequel réplique avec tout le tact qui le caractérise. Cependant, la réalisation d'un curry tout à fait normal au tome 25, réalisé sans supervision et sans « y aller carrément » semble indiquer qu'Akane (Adeline) pourrait cuisiner tout à fait normalement, si elle n'en faisait pas une montagne.
Akane (Adeline) nage mal. Ranma, qui a réalisé l'aller-retour entre le Japon et la Chine avec son sac sur le dos (et le retour en tant que fille), le lui rappelle régulièrement. C'est bien la seule activité physique qu'Akane (Adeline) ne parvient pas à pratiquer, car en dehors des arts martiaux à mains nues, elle maîtrise le kendo à haut niveau, et elle apprend la gymnastique rythmique en l'espace de quelques jours. Par contre, là où Ranma est incapable de skier ou de faire du patin à glace, elle y arrive parfaitement.

### Ryôga Hibiki (Roland Mathieu)
- Doublé par : Kōichi Yamadera (japonais)[2], Patrick Borg (1989) ; Bastien Bourlé (2024) (français).

La rivalité de Roland Hibiki Ryōga (響 良牙, Roland Mathieu dans la VF) et Ranma remonte à l'époque où ils étaient ensemble au collège. Ayant voulu poursuivre Ranma jusqu'en Chine pour un duel qu'il n'avait pas honoré (Ryoga était arrivé avec 3 jours de retard), il va se retrouver à Jusenkyô et sera malencontreusement précipité dans une source par Ranma et son père, en plein entraînement. Ryôga se transforme depuis en porcelet noir quand il est en contact avec l'eau froide, et sera adopté sous cette forme par Adeline (Akane), qui nommera le petit cochon « P-chan ». Adeline (Akane) ignore bien sûr que Roland (Ryôga) et son petit cochon ne forme qu'une seule et même personne. Garçon naïf et gentil, mais aussi ténébreux Roland (Ryôga) tombe profondément amoureux d'Adeline (Akane), mais n'ose pas lui avouer ses sentiments, de peur qu'elle le rejette. Il essaye quand même à quelques reprises de lui parler, et semble un peu plus confiant quand il est délivré, pour un temps, de sa malédiction dans le tome 12.
Roland (Ryôga) pratique les arts martiaux avec une technique utilisant principalement son parapluie de vagabond en arme blanche. Il possède une force herculéenne. On ne sait pas comment il en est venu à pratiquer les arts martiaux, sa famille ne semblant pas être l'héritière d'une quelconque tradition, mais il n'en reste pas moins un garçon incroyablement doué et un des plus forts de la série. Il ne parviendra pourtant jamais à battre Ranma, bien que la technique du Shi Shi Hôkôdan qu'il apprend dans le tome 20 surpasse les autres techniques de son rival.
Il hérite aussi dès le tome 6 d'une technique redoutable de l'arrière-grand-mère de Bambou (Shampoo) : le Bakusai tenketsu, technique du point de rupture, qui permet de pulvériser un objet inanimé d'un seul doigt, peu importe sa taille.
Par contre, il est totalement dépourvu de tout sens de l'orientation et passe une grande partie de l'histoire totalement perdu, à arpenter le Japon (voire la Chine ou le monde même). À partir du volume 30, il rencontre Akari Unryû, une jeune fille héritière d'un dôjô qui entraîne des cochons sumos (?), et qui tombe passionnément amoureuse de lui. Depuis, son cœur balance entre Akari et Adeline (Akane), mais il semble renoncer à cette dernière à la fin de la série.

### Shampoo (Bambou)
- Doublée par : Rei Sakuma (japonais)[3], Barbara Tissier (1989) ; Valérie Bachère (2024) (français)

C'est au cours de son entraînement en Chine que Ranma rencontre pour la première fois Shanpû (シャンプー, Bamboo dans la VF), dans son village d'Amazones. L'ayant battu en duel sous sa forme de fille, il va être poursuivi par cette dernière à travers toute la Chine et jusqu'au Japon, car selon la tradition de son clan, si une Amazone est battue par une fille, elle doit la tuer à tout prix. Arrivée au Japon, elle est de nouveau battue par Ranma, mais cette fois sous sa forme de garçon. Et là, coup de théâtre, elle n'essaye pas de le tuer mais se précipite sur lui pour l'embrasser car, toujours selon la tradition de son clan, si une Amazone est battue par un garçon, elle doit l'épouser. Elle tente de se débarrasser de sa rivale Adeline (Akane) en lui faisant perdre la mémoire et ainsi oublier Ranma, mais la jeune fille parviendra à contrer l'amnésie dans laquelle l'avait plongée la fougueuse chinoise. Ayant fini par découvrir que Ranma garçon et Ranma fille ne font qu'un, Bambou (Shampoo) repart déçue en Chine, et va s'entraîner avec son arrière-grand-mère à Jusenkyô. Elle tombe bien évidemment dans une source et se transforme depuis en chatte dès qu'elle entre en contact avec de l'eau froide. Manque de chance pour elle, Ranma a une peur bleue des chats. Elle revient s'installer au Japon avec son arrière-grand-mère qui se révèle être une très grande maître en arts martiaux, et est bien décidée à conquérir le cœur de Ranma afin de respecter la tradition des Amazones. Elles ouvrent un restaurant chinois à Nérima, le Néko-Hanten, qui devient un lieu de rassemblement populaire pour la bande à Ranma et les lycéens du quartier.
Bambou (Shampoo) est très amoureuse de Ranma, une amoureuse du genre collante, et le poursuit sans relâche de ses assiduités. Tout est bon pour éliminer la concurrence (les autres fiancées) et/ou soumettre Ranma : séduction éhontée, poison, potions diverses, duels, manipulations. Son arrière-grand-mère Cologne l'encourage d'ailleurs. Comme presque tout personnage chinois de la série, elle porte un nom de cosmétique : Xian Pu qui se prononce presque comme Shampoo. Shampoo est un personnage assez froid et distant avec les autres personnages de la série, il n'y a guère qu'avec Ranma qu'elle se révèle câline. Elle peut se montrer sans pitié et a du mal à faire preuve d'empathie, notamment avec son pauvre soupirant Mousse, qui l'aime depuis l'enfance, mais qu'elle traite, dans le meilleur des cas, avec une froide indifférence. Son physique avantageux en fait pourtant un personnage populaire auprès de la communauté masculine.

### Tatewaki Kunô (Julian Storme)
- Doublé par : Hirotaka Suzuoki (1989) ; Tomokazu Sugita (2024) (japonais)[4], Vincent Ropion (1989) ; Bruno Méyère (2024) (français).

Kunō Tatewaki (九能 帯刀, Julian Storme dans la VF) est la star du lycée Furinkan de Tokyo où vont Adeline (Akane) et Ranma, du moins aime-t-il à se voir ainsi, mais les autres lycéens le considère surtout comme un pervers et prétentieux. Capitaine du club de Kendo, il n'a de cesse de courtiser Adeline (Akane) qui le repousse à coups de poing. Mais après sa rencontre avec la « fille à la natte (rousse) » (osage no onna) il va se retrouver à hésiter continuellement entre ces deux jeunes filles qui ne veulent pas de lui. Complètement mythomane, il parvient toujours à interpréter leur refus comme des preuves d'amour cachées.
Julian (Kunô) est le fils du proviseur du lycée Furinkan, mais aussi le frère de Kodachi Kunô (Géraldine Storme). Il semble être issu d'une famille noble, ce qui ne manque pas de lui monter à la tête. Toujours vêtu comme un samourai, il se promène avec un sabre en bambou même dans les couloirs du lycée. À la différence du manga, Julian est affublé d'un faire-valoir, un ninja calamiteux du nom de Sasuke (Mathurin) dans la série animée. Ce dernier lui sert d'espion, de domestique mais aussi, de nourrice.

### Mûsu (Mathias)
- Doublé par : Toshihiko Seki (japonais)[5], Vincent Ropion (français).

Mûsu (ムース, Mousse, Mathias dans la VF) considère Ranma comme son rival car il aime Bambou (Shampoo). Il se transforme en canard au contact de l'eau froide. Personnage particulièrement borné, presque aveugle au propre comme au figuré, il est aussi le seul à souhaiter que Ranma et Adeline (Akane) se rapprochent, puisque cela lui laisserait le champ libre avec Bambou (Shampoo). Son attitude envers Ranma fluctue donc considérablement, entre les moments où il veut aider Ranma et ceux où, excédé par les attentions de Bambou (Shampoo) envers Ranma, veut le réduire en poussière.
C'est un maître en technique des armes cachées : il est capable de sortir de nulle part des armes insolites, du canard pour le bain(ou pot de chambre, précisé dans la série animée) jusqu'à des bombes délirantes ou des serres acérés de rapaces (attaque favorite). Comme il est chinois, issu de la même tribu des Amazones chinoises, son nom peut s'écrire Mu Tsu, ou bien Mousse.

### Kodachi Kunô (Géraldine Storme)
- Doublée par : Saeko Shimazu (1989) ; Ayane Sakura (2024) (japonais)[6], Dorothée Jemma (1989) ; Fily Keita (2024) (français).

Sœur de Tatewaki Kunô (Julian Storme) et fille du principal du lycée Furinkan, Kunō Kodachi (九能 小太刀, Géraldine Storme, la Rose Noire dans la VF) est étudiante au lycée de Saint-Ebelek (VF: collège des Chênes Verts où il n'y a que des filles dans les élèves). Elle est championne de gymnastique rythmique martiale et est surnommée « la Rose noire ». Elle tombe amoureuse de Ranma alors qu'elle fuyait la maison des Tendô en pleine nuit, après avoir essayé d'agresser Adeline (Akane). Elle est le parfait pendant de son frère lui s'imagine un amour avec Ranma fille et une rivalité avec Ranma garçon elle s'est éprise de Ranma garçon et hait Ranma fille. Le frère et la sœur sont donc souvent en conflit au sujet de leur amour, avec Ranma entre ces deux prétendants pour recevoir les coups.
Géraldine (Kodachi) est la seule des quatre « fiancées » de Ranma à ne pas être liée à lui par un serment, des fiançailles, ou la tradition. Fille sans scrupules ni considérations pour les autres, elle est passionnée d'herboristerie et de chimie et peut rivaliser avec Bambou (Shampoo) en termes de poisons et potions. D'extraction noble, elle a toutes les ressources qu'elle désire pour parvenir à ses fins.

### Ukyô Kuonji (Frédérique)
- Doublée par : Hiromi Tsuru (†) (japonais)[7], Dorothée Jemma (français).

Kuonji Ukyō (久遠寺 右京, Frédérique dans la VF) est, avec Adeline (Akane), l'autre « fiancée » de Ranma. En effet, lorsque Ranma et Frédérique (Ukyô) n'étaient que des enfants, Genma Saotome avait conclu un marché avec le père de celle-ci, vendeur d'okonomiyaki : leurs enfants devaient se marier si le père de Frédérique (Ukyô), leur offrait son échoppe en dot. Ce qu'il ignorait, c'est que Ranma était déjà promis en mariage (à l'une des filles Tendô). Genma avait, une fois de plus, utilisé son fils pour s'approprier de la nourriture. Ce qui devait arriver arriva, Genma s'enfuit avec la dot, laissant une Frédérique (Ukyô) âgée de six ans derrière lui.
Frédérique (Ukyô) a grandi dans le sentiment de rejet né de cette situation, déversant sa rancœur dans l'apprentissage des techniques de cuisine martiale qui accompagnent la préparation des okonomiyaki. Elle a aussi pris l'habitude de dissimuler sa féminité, allant jusqu'à être scolarisée dans une école pour garçons. Adolescente, elle décide de se venger de Genma et Ranma. Ce qu'elle ignore, c'est que Ranma n'est au courant de rien car il était trop petit au moment des faits il ne savait même pas que « Uchan », comme il appelle affectueusement son amie d'enfance, est une fille. Comme Frédérique (Ukyô) s'habille en garçon, Ranma ne réalise d'ailleurs pas tout de suite son erreur. Quand il découvre la vérité, il tente de la calmer en lui disant qu'elle est mignonne. Tout ce qu'il gagne, c'est qu'elle tombe amoureuse de lui et veut que la promesse de mariage soit respectée mais il gagne aussi la rage de Akane(Adeline).
Frédérique (Ukyô), bien qu'adolescente, ouvre un restaurant d'okonomiyaki à Nerima. Elle le tient seule, occasionnellement avec l'aide (de gré ou de force) de Ranma, jusqu'à ce qu'elle prenne à son service un ninja du nom de Konatsu. Frédérique (Ukyô) a le sens du commerce, elle est toujours partante pour faire de bonnes affaires. 
Depuis son arrivée au lycée Furinkan, tout le monde sait qu'elle est une fille. Pourtant, elle a décidé de continuer à s'habiller comme un garçon. Elle fera néanmoins quelques entorses à cette résolution, dans l'anime, pour séduire Ranma mais ses efforts ne dureront pas longtemps. Elle est la meilleure amie de Ranma et apparaît comme une fille agréable et gentille, du moins tant qu'elle ne passe pas en mode « fiancée acharnée ». Elle est la seule, parmi les rivales de cœur d'Adeline (Akane), a bien s'entendre avec elle et les deux jeunes filles sont plutôt de bonnes copines quand elles ne se disputent pas pour Ranma.

### Sôun Tendô (Aristide Galland)
- Doublé par : Ryunosuke Ohbayashi (1989) ; Akio Otsuka (2024) (japonais)[1], Gérard Dessalles puis Vincent Ropion (1989) ; Thierry Kazazian (2024) (français).

Veuf depuis des années, Tendō Sōun (天道 早雲, Aristide Galland dans la VF) a trois filles: Annabelle (Kasumi), Amandine (Nabiki) et Adeline (Akane). Héritier du clan Tendô, il a été un temps l'élève d'Happôsai (Maître Ernestin) en compagnie de Genma Saotome. Une grande amitié va grandir entre eux et ils prennent alors la décision de fonder une nouvelle école, le Musabestu Kaketô (l'école d'arts martiaux toutes catégories), qui sera l'union des Tendô et Saotome.
Depuis la mort de sa femme, il vit une vie passive, Annabelle (Kasumi) étant celle qui s'occupe de la maison. Les revenus de la famille Tendo ne sont jamais évoqués dans le manga, mais un épisode de la série animée semble indiquer que le dôjô ne donne pas de cours et qu'Aristide n'a pas de revenu fixe il n'est pas impossible que la famille vive simplement de rentes, et de quelques actions ponctuelles participation à des concours, emplois/missions de courte durée. Aristide siège d'ailleurs au comité de quartier (traduit en « conseil municipal » dans la version française, car au Japon les comités de quartier ont un poids plus important qu'en France) et son dôjô est fréquemment appelé à la rescousse quand des individus louches traînent dans le quartier : ce type d'action peut notamment se faire rémunérer.
Aristide (Soun) est un homme gentil qui adore ses filles mais, comme la plupart des adultes de la série, il est dépeint sous un jour négatif. Il est montré comme un fardeau pour la famille, juste bon à pleurer quand ça ne va pas et se mettre à plat-ventre quand le vieux maître (Happôsai) se fâche. Il manque de volonté mais sait aussi rappeler qu'il est le chef de famille dans certaines circonstances (notamment vis-à-vis de Ranma), ou s'il croit ses filles menacées, auquel cas il se mue en un démon dévastateur. Il passe ses journées à jouer, ou plutôt à tricher, au shōgi avec Genma.

### Genma Saotome (Genma Vincent)
- Doublé par : Kenichi Ogata (1989) ; Cho (2024) (japonais), Serge Bourrier (1989) ; Pierre-François Pistorio (2024) (français).

Saotome Genma (早乙女 玄馬, Genma Vincent) est le père de Ranma. Il se transforme en panda au contact de l'eau froide. On se demande toujours comment un homme comme lui a pu avoir un fils comme Ranma. Au premier abord, Genma est macho, paresseux, opportuniste et menteur. Il profite sans scrupule de l'hospitalité illimitée des Tendô. On découvre au fil de l'histoire qu'il a accumulé les dettes d'argent et d'honneur sur son chemin et c'est Ranma qui en paie le prix à chaque fois. Outre le mariage arrangé avec une Tendô, on peut citer divers promesses de mariage (avec Fréderique (Ukyô Kuonji), Kaori…). En outre, il est battu à plate couture par Ranma tous les jours en duel.
Pourtant, les rares fois où il est vraiment motivé, Genma est un combattant hors pair, capable de tenir tête seul à un Happosai déchaîné. Cependant, les seules techniques sérieuses (l'art du voleur discret, rendant son utilisateur invisible, et l'art du voleur bruyant, un mode d'attaque extrêmement violent) qu'il ait développées ayant entraîné la mort d'un autre maître des arts martiaux à qui il les avait confiées, il a décidé de les sceller ; à ce moment-là, il ne lui restait plus qu'à entraîner Ranma - et sa paresse naturelle (alliée à une bonne dose de stupidité) l'empêchant de faire deux choses à la fois, les choses sérieuses s'arrêtèrent là pour lui.

### Happôsai (Maître Ernestin)
- Doublé par : Ichirō Nagai (japonais), Serge Bourrier (français)

Happōsai (八宝斎, Maitre Ernestin, Pilou), maître de Soun Tendô (Aristide) et de Genma Saotome, est un collectionneur de soutien-gorges et de petites culottes qu'il vole aux jeunes filles du voisinage. Complètement irresponsable, il est pervers, foncièrement malhonnête, menteur, et brutal dans sa manière d'enseigner à Ranma. Il vit pourtant souvent chez les Tendô et ces derniers le traitent comme un membre de la famille, Genma et Aristide (Soun) étant terrorisés à l'idée de le combattre une nouvelle fois ou de faire face à sa colère effroyablement destructrice. D'un âge indéterminé, il maîtrise une quantité incalculable de techniques martiales, en particulier la Happo Daikarin, la technique de la grande fleur, dont il a écrit sur un parchemin ancien et caché car il ne voulait plus jamais l'utiliser et en garder le secret. 
Pourquoi ne voulait-il plus l'utiliser ? La cause est simple, et remonte à l'entraînement de Soun et de Genma, où ils fuyaient un groupe massif de personnes sur un rocher qui roulait, sur la route il y avait un soutien-gorge et Happôsai voulut le récupérer, Soun et Genma entre-prirent d'écraser leur maître, Happôsai utilisa la Happo Daikarin, une explosion énorme qui rendit le soutien-gorge en piteux état, Happôsai se jura de ne plus utiliser cette technique car il ne voulait plus abîmer les sous-vétements de femmes, de sa collection ou pas.
Dans sa jeunesse, Maître Ernestin (Happôsai) a séjourné à proximité du village des Amazones chinoises et a connu Cologne (Mémé). Il a dû fuir lorsque sa perversion a achevé d'irriter Cologne..

### Kasumi Tendô (Annabelle Galland)
- Doublée par : Kikuko Inoue (japonais), Dorothée Jemma (1989) ; Isabelle Volpe (2024) (français).

Âgée de 19 ans au début de la série, Tendō Kasumi (天道 かすみ, Annabelle Galland dans la VF) est la sœur aînée d'Amandine (Nabiki) et d'Adeline (Akane). c'est elle qui s'occupe de toutes les tâches ménagères de la maison, jouant un peu le rôle de mère au foyer depuis la mort de leur mère. Elle affiche une gaieté inébranlable et garde son calme même dans les situations désespérées. Quoique, il lui est déjà arrivé d'avoir perdu son calme, une seule fois : quand elle découvre l'accidentelle et nouvelle coiffure d' Akane (Adeline). Comme sa sœur Amandine (Nabiki), elle est totalement en retrait des combats d'arts martiaux.

### Nabiki Tendô (Amandine Galant)
- Doublée par : Minami Takayama (japonais), Géraldine Giraud, Dorothée Jemma, et Barbara Tissier (1989) ; Leslie Lipkins (2024) (français).

Âgée de 17 ans au début de la série, 天道 なびき (Tendō Nabiki) est la sœur d'Adeline (Akane) et d'Annabelle (Kasumi). elle a beaucoup de caractère et aime l'argent. Rusée, elle essaye par tous les moyens (chantages, prises de paris lors des nombreux duels au lycée , etc.) d'en soutirer aux autres. Elle n'hésite pas à rançonner sa propre sœur et veille en particulier à ce que Ranma garde envers elle une ardoise conséquente.
Comme chacune des filles Tendô a réagi à sa manière à la mort de leur mère, et que chacune d'elles possède par conséquent un déficit affectif lié à ce drame, il faut certainement comprendre que c'est sa manière à elle de compenser l'absence de l'amour maternel en se refusant à aimer sérieusement et en concentrant tout son intérêt sur les biens matériels. Dans la série animée, il est possible d'envisager qu'Amandine ait un don de télépathie. Surtout quand elle voit et empêche un télépathe de lire dans ses pensées, en bloquant celles-ci avec une somme phénoménale d'argent, le télépathe est alors dégoûté et la laissera tranquille.

### Cologne (Grand-mère)
- Doublée par : Miyoko Asō (japonais)[8], Dorothée Jemma (français).

Koron (コロン, Grand-mère, Coralie/Rosalinde) est l'arrière-grand-mère de Bambou (Shampoo). Matriarche de la tribu des Amazones chinoises, elle connaît d'innombrables techniques qui vont du combat à l'herboristerie, avec une nette préférence pour les techniques sournoises. Une liste non exhaustive comprend :
- Bakusai tenketsu : technique du point de rupture, qu'elle enseigne à Ryôga. Elle permet de pulvériser un objet inanimé d'un seul doigt, peu importe sa taille.
- Hiryû shoten ha : technique du dragon céleste, qu'elle enseigne à Ranma lorsque celui-ci n'a plus de force physique. Cette technique oppose le calme du défenseur à la rage de l'attaquant, pour un résultat explosif.

Très attachée aux traditions de sa tribu, elle considère Ranma comme son gendre, depuis qu'il a vaincu Bambou (Shampoo), son arrière-petite-fille, en duel. Son nom chinois est Ko Long, mais il est plus couramment écrit Cologne.

### Nodoka Saotome (Delphine Vincent)
- Doublée par : Masako Ikeda (japonais), Francine Lainé (français)

Saotome Nodoka (早乙女 のどか, Delphine Vincent dans la VF) est la mère de Ranma. Elle a vécu seule à cause de son mari Genma qui a quitté la propriété familiale avec son jeune fils Ranma (qui était encore bébé). Avant de partir, il lui fit la promesse de faire de Ranma un homme et un grand maître en arts martiaux, sinon ils se feraient tous deux seppuku (suicide rituel consistant à s'ouvrir le ventre avant d'être décapité). Des années plus tard, elle vient rendre visite à la famille Tendô pour voir enfin Ranma et entend bien respecter la promesse que lui avait faite son mari. Nodoka se promène toujours avec le katana familial et se montre plutôt maladroite dans son maniement.
Comme Ranma se transforme en fille, lui et son père préfère ne pas révéler leur identité à Nodoka, de peur que celle-ci ne les force à se faire seppuku à cause de cette caractéristique peu « virile » de son fils. Ranma se fait donc passer pour la cousine d'Adeline (Akane), du nom de Ranko, auprès de sa mère. Nodoka est une femme très attachante mais vraiment aveugle. Elle comprendra enfin la double identité de son fils au volume 36.

## Personnages secondaires

### DrTôfû Ono (DrThibault)
- Doublé par : Yūji Mitsuya (1989) ; Toshiyuki Morikawa (2024) (japonais), Patrick Borg (1989) ; Mathias Kozlowski (2024) (français).

Ono Tōfū (小乃東風, Dr Thibault dans la VF) est l'ostéopathe-chiropracteur de la famille Tendô. Il est aussi amoureux d'Annabelle Galand (Kasumi Tendô) et a une très grande affection pour Adeline (Akane). On le dit aussi grand maître en arts martiaux, grâce à ses puissantes techniques shiatsu. Lorsqu'il voit ou se trouve en présence d'Annabelle Galand (Kasumi), il a tendance à devenir complètement loufoque, les verres de ses lunettes se remplissent de buée (il ne voit plus rien) et fait n'importe quoi. Le personnage de Tôfû a été assez rapidement oublié dans le manga papier: l'auteure n'aimait pas le personnage, et l'a rapidement remplacé par le personnage de Cologne comme source d'information sur les arts martiaux exotiques.

### Kunō-kōchō (Principal Storme)
- Doublé par : Tatsuyuki Jinnai (japonais)[9], Serge Bourrier (français).

Le principal Kuno (九能 校長, Kunō-kōchō, Le Principal Storme) est le responsable du lycée de Furinkan. Il a été longtemps absent et semble rentrer de Hawaï. Son retour est assez brutal et, dès ce moment, son seul objectif semble être de perturber le plus possible la vie des lycéens par des règlements plus absurdes les uns que les autres, en particulier au niveau de leur coiffure. Il essaiera, sans succès, de discipliner Ranma et sa natte. Son image renvoie continuellement à la culture hawaïenne, entre autres par ses tenues et son abus d'angliscismes. Il est également le père autrefois disparu de Kodachi (Géraldine Storme) et de Tatewaki Kuno (Julian Storme). Son fils n'a pas l'air particulièrement réjoui de le revoir tandis que sa fille l'adore et déteste le voir malheureux.

### Sasuke Sarugakure (Mathurin)
- Double par : Shigeru Chiba (japonais), Patrick Borg (français).

Dans l'anime, Sarugakure Sasuke (猿隠 佐助, Mathurin) prend la place de Gosunkugi dans ses premières apparitions pour faire équipe avec Julian (Kunô). Mathurin (Sasuke) est un ninja au service de la famille Kunô (Storme). Il vient souvent en aide à son maître Tatewaki (Julian) avec des résultats catastrophiques. Il sert d'espion, de domestique mais aussi, de nourrice à Julian Storme (Kunô).

### Tarô le Collant (Pâquerette)
- Doublé par : Shinnosuke Furumoto (japonais), Vincent Ropion (français).

Tarō le collant (パンスト太郎, Pansuto-Tarō, Pâquerette dans la VF de l'anime) a ainsi été baptisé par Maître Ernestin (Happôsai), qui était présent lors de sa naissance et qui lui a donné son premier bain dans une des sources maléfiques, celle du yéti chevauchant un taureau et tenant une anguille et une grue. Il est toutefois très heureux de sa transformation monstrueuse, et va jusqu'à « l'améliorer » en se baignant dans la source du poulpe pour avoir des tentacules. C'est un nom bien lourd à porter et il a juré de poursuivre Maître Ernestin (Happôsai) pour lui faire changer son nom. Cela n'a pas arrangé son caractère. Tarô est un rustre qui travaille mal en équipe. Mais il n'est pas foncièrement mauvais.

### Hinako Ninomiya
- Doublée par : Yumi Tōma (japonais), .

Professeur d'anglais au lycée Furinkan, Ninomiya Hinako (二ノ宮 ひな子) a la réputation de savoir mater tout élève indiscipliné. Le proviseur l'a appelée pour régler le cas de Ranma et de tous les problèmes qui le suivent immanquablement. Elle est aussi une ancienne « disciple » d'Happôsai. Bien qu'adulte, elle a l'apparence et le comportement d'une enfant chétive et dissipée. Elle ne récupère (temporairement) sa pulpeuse apparence adulte qu'après avoir utilisé la technique qu'Happôsai lui a apprise quand elle était enfant : elle absorbe l'énergie vitale de ses adversaires à travers tout objet rond. Elle peut alors la renvoyer en une puissante attaque.
Elle manifeste un intérêt marqué pour Soun et tentera de le séduire en squattant de force chez les Tendô. Peine perdue, Soûn ne fera même pas attention à elle.

### Akari Unryû
Jeune fille bien comme il faut et plutôt timide, Unryû Akari (雲竜 あかり) est l'héritière d'une école qui se consacre au dressage de cochons sumotori. Pour elle, le cochon est le symbole même de la perfection. Elle ne se déplace d'ailleurs jamais sans son fidèle destrier Katsunishiki, un énorme cochon champion de sumo. Elle était donc toute destinée à capturer le cœur de Ryôga (Roland). Son grand-père lui avait dit qu'elle ne pouvait épouser qu'un homme capable de battre Katsunishiki en combat, ce que Ryôga a fait presque sans s'en rendre compte. Mise au courant de la malédiction de Ryôga par Ranma, elle tombe folle amoureuse de lui.

### Hikaru Gosunkugi (Boniface)
- Doublé par : Issei Futamata (japonais), .

Gosunkugi Hikaru (五寸釘 光, Boniface) est un élève du lycée Furinkan au profil chétif et au visage émacié. Il est versé dans les pratiques d'envoûtement, ce qui revient essentiellement à se taper sur les doigts avec un marteau quand il essaie de clouer une poupée à un arbre. Amoureux transi d'Akane, il essaie souvent d'utiliser ses présumés pouvoirs pour écarter Ranma de son chemin, sans grand succès. Si Ranma le traite comme un gêneur, Akane prend régulièrement sa défense, sous prétexte que Ranma n'a pas à s'attaquer à plus faible que lui, ce qui met le garçon aux anges. Il est très ému quand il parvient à parler à Akane (ou qu'Akane lui parle).

## Remarques sur la version française (série 1989)
Les noms français n'ayant jamais vraiment été officialisés, il est fréquemment apparu des inversions, erreurs, changements et des variations dans leur attribution et leur écriture. Ainsi :
- Galant (Tendô) est parfois noté Galland ;
- Storme (Kuno) est parfois noté Storm ;
- Julian (Tatewaki) et Géraldine (Kodachi) sont parfois nommés Mathieu au lieu de Storme, alors que Mathieu est le nom de famille de Roland ;
- Julian (Tatewaki) est parfois prononcé Julien ;
- Anabelle (Kasumi) et Amandine (Nabiki) sont souvent confondues, bien que l'on ignore s'il s'agit d'une erreur ou d'un effet volontaire pour accentuer les quiproquos ;
- Très souvent, Aristide (Soun) est appelé : Anatole, alors que ce n'est pas son nom français officiel ;
- Au début de la série, Roland (Ryôga) conserve son surnom japonais P-chan, mais dans la version manga livre, Ryôga transformé en cochon se fait surnommer aussi Pitchoune, lors de ses transformations en cochon. Toutefois, passé la cinquantaine d'épisodes, Adeline (Akane) le renommera Charlotte, surnom que lui avait attribué Isabelle, une patineuse professionnelle, durant quelques épisodes ;
- Dans l'épisode 4, Genma est appelé Oncle Simon ;
- Dans l'épisode 23 , Mathias (Mousse) se présente à Ranma comme étant Martin Lebon. Toutefois, il sera nommé Mathias durant tout le reste de la série ;
- À partir de l'épisode 98, le collège des Chênes Verts fréquenté par Géraldine (Kodachi) récupère son nom original, le lycée de Saint-Ebelek ;
- Dans l'épisode 100, Ranma récupère mystérieusement son véritable nom de famille : Saotome ;
- Dans l'épisode 104, Mathurin (Sasuke) est vouvoyé, sans aucune explication ;
- Dans l'épisode 133, Boniface (Hikaru Gosunkugi) est renommé Gédéon et Ranma est appelé Ranma Gallant par son professeur de sport mais c'est peut-être fait exprès ;
- Dans l'épisode du retour à l'époque de son adolescence, Maître Ernestin (Happôsai) sera surnommé Pilou ;
- Dans l'épisode du retour à l'époque de son adolescence, Grand-mère (Cologne) sera nommée Coralie. Toutefois, quelques épisodes plus tard, lors d'un flashback de cette même époque, elle sera renommée Rosalinde.